# 韋爾貝奧

韋爾貝奧（西班牙語：Berbeo）是哥倫比亞的城鎮，位於該國東北部，由博亞卡省負責管轄，始建於1743年4月23日，面積67平方公里，海拔高度1,225米，2005年人口1,862，人口密度每平方公里27.79人。
5°13′36″N 73°07′36″W / 5.22667°N 73.12667°W